# Gotische opstand van Anaolsus
De Gotische opstand van Anaolsus  was een binnenlands conflict in het West-Romeinse Rijk in 430. Het conflict speelde zich af in Zuid-Gallië waar Gotische hulptroepen van de comitatenses onder leiding van Anaolsus in opstand waren gekomen en de stad Arles, een belangrijk bestuurscentrum, in handen dreigden te krijgen. Als reactie hierop stuurden de Romeinen het leger van Flavius Aëtius om de opstand neer te slaan.

## Primaire bronnen
De opstand wordt alleen vermeld in de Chronicon van Hydatius, een 5e-eeuwse bisschop en kroniekschrijver uit Gallaecia (het huidige noordwest-Spanje) en indirect in een Panegyriek van  Merobaudes. Hydatius beschrijft dat een Gotische leider, genaamd Anaolsus, in dat jaar nabij Arles verslagen werd door Aëtius, meer gegevens ontbreken. Merobaudes roemt Aetius die Arles verdedigt tegen een Germaanse stam. Hiernaast bieden de Gallische kroniek van 452 en de geschriften van Prosper aanvullende algemene informatie over de periode, maar geven geen gedetailleerde beschrijving.

## Achtergrond en interpretatie
Diverse historici hebben hun licht over deze geschiedenis geworpen en geprobeerd van de enkele gebeurtenis en de losse brokjes informatie een samenhangend geheel te maken. Peter Heather analyseert de aanval van de Goten op Arles in 430 in een tweetal publicaties. Hij benadrukt dat deze plaatsvond tijdens een periode van politieke instabiliteit binnen het West-Romeinse Rijk. Hun opstand gebeurde in de context van de afnemende macht van het West-Romeinse Rijk en de interne conflicten binnen het Romeinse leger en de senaat. Bonifatius' campagne tegen de Vandalen liep hier als een rode draad doorheen. 
Historici als Peter Heather wijzen op de onafhankelijkheid van bepaalde Gotische comitatus (militaire eenheden) in deze periode. Tussen 418 en 439 ondernamen deze eenheden soms zelfstandig militaire acties, waarbij ze direct met Romeinse autoriteiten onderhandelden, los van het centrale koninklijke gezag. 
In de overgeleverde bronnen wordt de Gotische vorst Theodorik niet genoemd. Zijn rol tijdens de gebeurtenissen is onbekend, maar hij had alle belang om de Gotische invloed in Gallië te vergroten zoals eerder bleek tijdens zijn opstand in 425-426. De aanval op Arles past in deze zienswijze, het gezag over deze stad was strategisch belangrijk om Zuid-Gallië te kunnen controleren. De plaats was hierdoor een herhaald doelwit van Gotische aanvallen.

## Prelude
In 429 had de oversteek van de in Hispania gevestigde Vandalen naar Noord-Afrika een nieuw gevaarlijk oorlogsfront opgeleverd. Het gevaar om zijn rijkste provincies te verliezen, zorgde ervoor dat de Romeinen zich voorbereidde op het dringend sturen van troepen vanuit Italië. Dit zou het aantal troepen in Gallië hebben doen verminderen. Het uitbreken van opstanden in Gallië en Raetië door groepen als de Bagauden, verergerd door een inval van de Juthungen ten noorden van de Alpen zorgde voor een nieuwe dreiging. Het onderbemande Romeinse leger in Gallië was onmachtig om hier adequaat tegen op te treden.

## De opstand
De hiervoor geschetste omstandigheden moet voor Anoalsus een idiale voedingsbodem zijn geweest om als aanvoerder van de Gotische comitatenses een opstand te ontkennen. Net als bij andere gelegenheden in de geschiedenis van het rijk, moedigde de militaire crisissituatie aan om naar de wapens te grijpen en zoals vaak het geval, was het afdwingen van betere voorwaarde voor het leveren van militaire diensten aan het Romeinse leger de mogelijke oorzaak. Het is onbekend hoe groot Anoalsus legerschare was, maar het moet groot genoeg zijn geweest dat Aëtius eigenhandig tegen hem ten strijde trok. Een aantal van enkele duizenden lijkt hier daarom op zijn plaats. 

### Veldslag nabij Arles
De Gotische opstandelingen trokken op naar Arles om dit te veroveren. De stad vormde een politiek en militair steunpunt. Het bezit ervan was essentieel voor wie Gallië wilde beheersen. Als men de volgorde van de gebeurtenissen van Hydatius aanhoudt, voerde Aëtius in het vroege voorjaar zijn campagne tegen de Goten van Anaolsus, voordat hij zich richtte op de Juthungen en Nori. 
In de buurt van de stad raakte hij slaags met de opstandelingen en wist deze overtuigend te verslaan waarbij hij Anaolsus gevangen nam.

## Gevolg
De overwinning op Anaolsus betekende voor Aëtius een enorme opsteker. Hij was erin geslaagd een rivaal met een leger uit te schakelen in een strategisch gebied en dit droeg bij aan zijn opkomst als de dominante militaire figuur in het Westen. Hierna richtte hij zich op de Juthungen en Nori, en voerde een veldtocht in de Alpen. Halverwege deze campagne keerde Aëtius zich tegen Flavius Felix en liet deze vermoorden in de keizerlijke hoofdstad Ravenna.